# Darnell Fisher
Darnell Fisher, né le 4 avril 1994 à Reading, est un footballeur écossais. Il joue au poste de défenseur.

## Carrière
Darnell Fisher joue un match en Ligue Europa avec le club écossais du Celtic FC lors de la saison 2013-2014.
Le 25 août 2015, il est prêté pour une saison au club de St Johnstone.
Le 10 août 2016, il signe un contrat de trois saisons en faveur du club anglais de Rotherham United.
Le 26 juillet 2017, il rejoint Preston North End.
Le 29 janvier 2021, il rejoint Middlesbrough .

## Palmarès
- Champion d'Écosse en 2014 avec le Celtic FC